# Station Chézy-sur-Marne
Station Chézy-sur-Marne is een spoorwegstation aan de spoorlijn Noisy-le-Sec - Strasbourg-Ville. Het ligt in de Franse gemeente Chézy-sur-Marne gelegen in het Franse departement Aisne (Hauts-de-France).

## Geschiedenis
Het station werd op 26 augustus 1849 geopend door de compagnie des chemins de fer de l'Est bij de opening van de sectie Meaux - Épernay. Sinds zijn oprichting is het eigendom van de Société nationale des chemins de fer français (SNCF).

## Ligging
Het station ligt op kilometerpunt 88,065 van de spoorlijn Noisy-le-Sec - Strasbourg-Ville.

## Diensten
Het station wordt aangedaan door treinen van Transilien lijn P, tussen Parijs en Château-Thierry. Ook doen treinen van TER Picardie en TER Champagne-Ardenne het station aan, welke rijden tussen Parijs en Reims.

## Vorig en volgend station
| Richting  | Vorig station          | Lijn    | Volgend station | Richting        |
| --------- | ---------------------- | ------- | --------------- | --------------- |
| Paris-Est | Nogent-l'Artaud-Charly | Trans P | Château-Thierry | Château-Thierry |